# 桑德拉·巴斯莱
桑德拉·巴斯莱（英語：Sandra Beasley；1980年5月5日—），是美国诗人和非虛構作家，是作家中心董事、华盛顿艺术俱乐部成员。

## 生平
巴斯莱毕业于湯瑪斯傑佛遜科技高中，後取得弗吉尼亚大学英语学士学位、美国大学艺术硕士学位。巴斯莱曾在《美国学者》（The American Scholar）担任编辑数年，后辞职，开始全职写作。
巴斯莱著有回忆录《別殺生日的女孩》（[Don't Kill the Birthday Girl: Tales from an Allergic Life] 错误：{{Lang}}：無法辨識代碼 eb（帮助）, 2011），是部食物过敏的文化史。诗作獲选入《诗歌日报》（[Verse Daily] 错误：{{Lang}}：無法辨識代碼 eb（帮助））等多部期刊。巴斯莱也是《华盛顿邮报》的專欄作者，也在《华尔街日报》上發表作品。 她得過密西西比大学奖学金，担任夏季驻场诗人，以及西沃恩作家協會的Walter E. Dakin奖学金和維吉尼亞創意藝術中心两次Cafritz奖学金等荣誉。

## 作品
- Beasley, Sandra. . New York, NY. 2021. ISBN 978-0-393-53160-2.
- Beasley, Sandra. . New York, NY: W. W. Norton. 2015: 96  [2024-09-21]. ISBN 978-0-393-24320-8. （原始内容存档于2019-05-17）.
- Beasley, Sandra. . New York, NY: Crown Publishing Group. 2011: 240. ISBN 978-0-307-58811-1.
- Beasley, Sandra. . New York, NY: W. W. Norton. 2010: 90  [2024-09-21]. ISBN 978-0-393-07651-6. （原始内容存档于2018-03-03）.
- Beasley, Sandra. . Kalamazoo, MI: New Issues Poetry & Prose. 2008: 64. ISBN 978-1-930974-74-6.